# Idiocera (Idiocera) biacus
Idiocera (Idiocera) biacus is een tweevleugelige uit de familie steltmuggen (Limoniidae). De soort komt voor in het Nearctisch gebied.